# Лора Флессель-Коловік
Лора Флессель-Коловік  (фр. Laura Flessel-Colovic, 6 листопада 1971) — французька фехтувальниця, олімпійська чемпіонка.

## Виступи на Олімпіадах
| Олімпіада    | Дисципліна      | Місце |
| ------------ | --------------- | ----- |
| Атланта 1996 | шпага, особисті | 1     |
| Атланта 1996 | шпага, командні | 1     |
| Сідней 2000  | шпага, особисті | 3     |
| Сідней 2000  | шпага, командні | 5     |
| Афіни 2004   | шпага, особисті | 2     |
| Афіни 2004   | шпага, командні | 3     |
| Пекін 2008   | шпага, особисті | 7     |
| Лондон 2012  | шпага, особисті | 9T    |

## Зовнішні посилання
- Досьє на sport.references.com [Архівовано 9 липня 2017 у Wayback Machine.]